# 세가 랠리 챔피언십
세가 랠리 챔피언십(영어: Sega Rally Championship)은 1995년 세가에서 개발하고 배급한 경주 게임이다. 원래 세가 모델 2 보드를 사용하는 아케이드용으로 출시되었으며, 1995년에는 세가 새턴용, 1997년에는 마이크로소프트 윈도우용으로 이식되었다. 세가 랠리 챔피언십은 마찰 특성이 다른 다양한 노면에서의 운전을 시뮬레이션하며, 그에 따라 자동차의 핸들링이 달라진다. 이 기능을 통합한 최초의 경주 게임인 세가 랠리 챔피언십은 경주 게임 장르 진화의 이정표 중 하나로 간주된다. 또한 초기 랠리 경주 게임이었고, 일반적인 경쟁 멀티플레이어와 함께 협동 게임플레이를 특징으로 했다.
아케이드 게임의 음악은 미츠요시 다케노부가 작곡했으며, 새턴 버전의 사운드트랙은 하타야 나오후미가 새로 작곡한 음악과 이전에 앨범 세가 랠리 챔피언십 이그니션으로 발매된 히지카타 다카유키가 편곡 및 제작한 아케이드 원곡 편곡을 조합한 것이었다. 이 게임은 세가 랠리 시리즈를 탄생시켰고, 콜린 맥레이 랠리 (1998) 및 이니셜 D 아케이드 스테이지 (2002)에 영감을 주었다.

## 게임플레이
플레이어는 사막(아프리카 사바나와 비슷함), 숲(요세미티 국립공원을 기반으로 함), 산(코르시카에 있음)의 세 스테이지로 구성된 "월드 챔피언십" 모드에 들어갈 수 있으며, 한 코스 끝에서의 결승선 위치는 다음 코스의 시작 위치로 이어진다. 이 모드에서는 첫 번째 트랙이 끝날 때까지 1등에 도달하는 것은 불가능하다. 따라서 플레이어는 각 트랙에서 가능한 한 많은 상대 차량을 추월하고(시간 제한 내에 머무르면서) 여러 트랙에서 선두를 차지해야 한다. 세 번째 스테이지가 끝날 때 플레이어가 1등이면 "레이크사이드"라는 추가 네 번째 스테이지로 진출한다(새턴 버전에서는 이 코스를 타임 어택 및 분할 화면 멀티플레이어 모드에서 플레이할 수 있다).
게임에는 세 대의 자동차가 등장한다. 디디에 오리올의 3세대 도요타 셀리카 GT-포와 유하 캉쿠넨의 란치아 델타 HF 인테그랄은 모두 처음부터 사용할 수 있으며, 산드로 무나리의 란치아 스트라토스 HF는 새턴 버전에서 레이크사이드에서 1등을 하여 잠금 해제하거나, 아케이드 버전에서 이스터 에그를 사용하여 잠금 해제할 수 있다. 플레이어는 각 자동차를 수동 또는 자동 변속기로 운전하는 옵션을 선택할 수 있다.
이 게임은 최대 4명의 플레이어가 함께 연결된 캐비닛을 사용하여 플레이할 수 있다.

## 개발

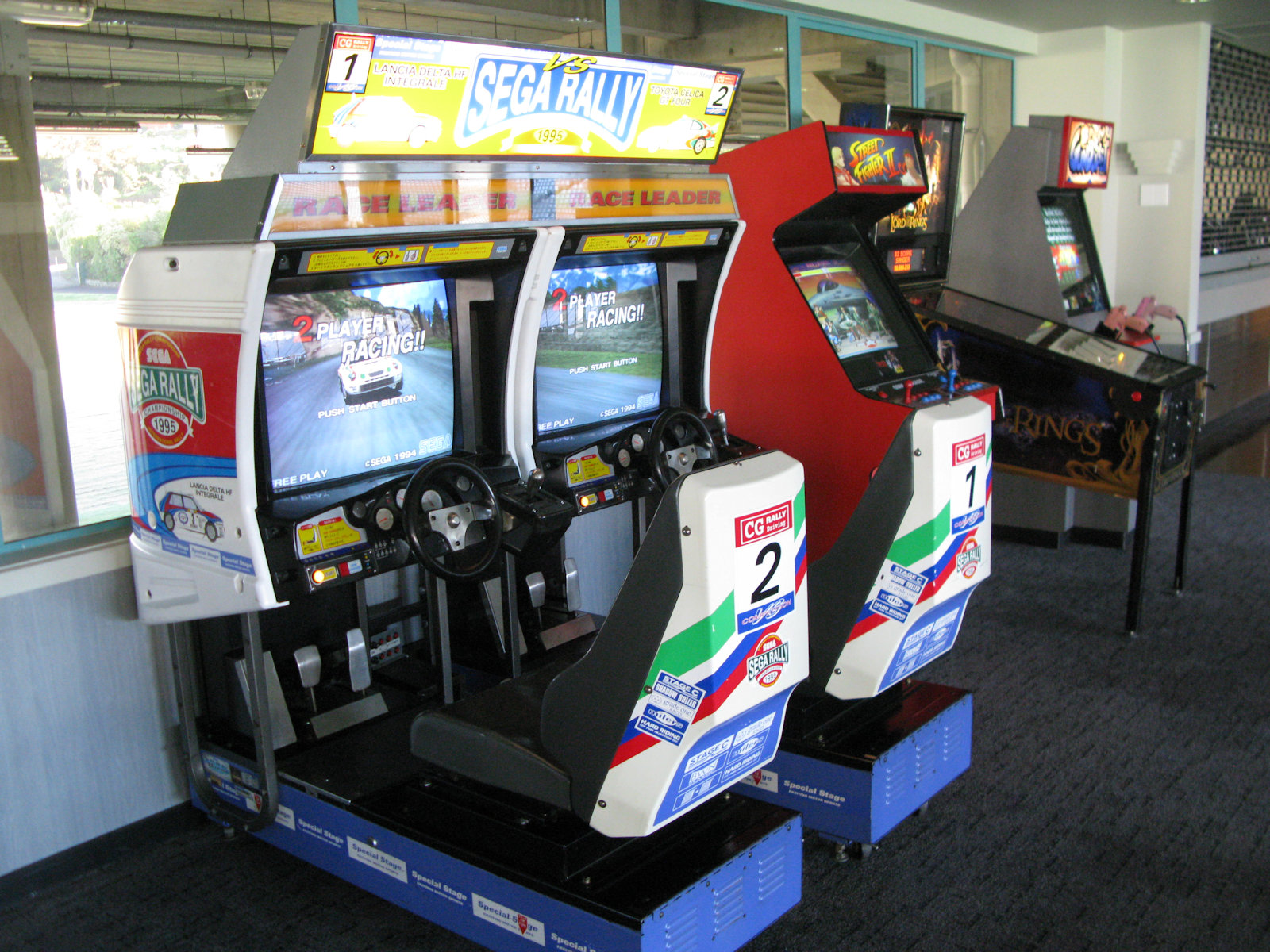
29인치 모니터가 장착된 트윈 버전 일본 캐비닛

세가 랠리 챔피언십은 남코의 전 직원으로 릿지 레이서 작업으로 알려진 켄지 사사키가 감독했다. 인기 아케이드 게임인 릿지 레이서와 데이토나 USA와 차별화된 레이싱 게임을 개발하고자 했던 사사키는 일본 게임 커뮤니티에서 "금기"라고 생각했던 랠리 레이싱 서브장르를 선택했다. 그는 "우리는 모터스포츠 레이싱에서 유행하는 것을 추구하고 있었고, 멋진 엔진 사운드, 멋진 자동차, 그리고 멋진 감각에 관심이 많았기 때문에 랠리가 당연한 선택이었다"라고 말했다. 이 게임은 도요타 셀리카 GT-포, 란치아 델타 그룹 A, 그리고 숨겨진 란치아 스트라토스 단 세 대의 자동차만 등장했지만, "스타일리쉬한 핸들링"과 일부 튜닝 옵션으로 차별화되었다. 개발자들이 셀리카와 델타를 선택한 이유를 묻자, 팀장 히로토 기쿠치는 "우리는 랠리에서 실제 랠리 자동차를 사용해야 한다고 느꼈고, 선택된 차량들은 잘 알려져 있고 보기에도 좋았다"라고 답했다. 수석 프로그래머 핫토리 류이치는 "원래 도요타의 다른 자동차를 사용할 이야기가 있었지만, 좋은 것을 찾을 수 없었다. 예를 들어, 수프라는 셀리카와 똑같아서 게임에서 사용하는 것이 별로 재미있지 않았고, 그래서 결국 하나만 남았다. 우리는 또한 소비자의 의견도 참고했는데, 다른 자동차를 추가한다면 스트라토스여야 한다는 것을 확인했다"라고 덧붙였다. 게임 디자이너 미즈구치 데쓰야에 따르면, 그들은 그러한 차를 운전해 본 경험이 없었지만, 거듭된 요청 끝에 도요타와 피아트는 게임 테스트를 위한 피드백을 제공했다. 피아트는 또한 세가 랠리 챔피언십에서 공식 로고 등을 사용할 수 있도록 개발자들과 신사 협정을 맺었다. 게임에 대한 공식적인 후원 계약은 없었다. 미즈구치의 자동차는 란치아 델타 엔진의 게임 내 사운드를 제작하는 데 사용되었다. 게임의 시각적 스타일을 개발하는 동안, 개발팀은 미국 서부 해안에서 멕시코까지 3주 동안 운전하며 텍스처 매핑에 사용할 사진을 찍었다. 한때 사사키는 랠리의 성공 가능성에 대해 깊이 걱정했고, 심지어 자동차 운전이 왜 "재미있는" 것으로 여겨지는지 의문을 갖기 시작했다. 그는 "나는 내 차를 타고 산으로 올라갔다. 그것은 정말 즐겁고 신나는 경험이었다... 이것이 게임의 세 번째 산악 트랙이 구상된 방식이었다"라고 말했다. 켄지 사사키 감독은 원래 게임이 영화 캐논볼 스타일이었고, 숲 스테이지는 레드우드 국립공원을 기반으로 했지만, 미드웨이 게임스의 크루즌 USA 출시로 인해 방향을 바꾸고 숲을 요세미티 국립공원을 기반으로 재설계하게 되었다고 밝혔다.
세가 새턴 버전의 게임은 거의 완전히 다시 만들어야 했고, 아케이드 버전의 그래픽만을 참고했으며, 이는 상세한 계획을 필요로 했다. 미즈구치는 다음과 같이 회상했다. "우리 디자이너들은 아케이드 버전으로 돌아가서 위치를 파악하고, 그림을 그렸으며, 분위기와 거리감을 포착했다. 그런 다음 그들의 작업에 대해 약 2주간 논의했다. 이 기간 동안 그들은 자동차 설정을 작업했고, 우리는 도요타 캐스트롤 자동차로 우승한 요시오 후지모토 씨에게 조언을 구했다. 그리고 나카무라 씨, 핫토리 씨, 후지모토 씨는 사흘 동안 아시아 태평양 인도네시아 랠리에 가서 자동차를 연구했다." 미즈구치가 두 프로젝트를 모두 제작한 것 외에, 새턴 개발팀은 원래 아케이드 팀과 완전히 달랐다. 버추어 파이터 2와 버추어캅과 같이 새턴용으로 잘 만들어진 다른 아케이드 이식작들과 달리, 세가 랠리 챔피언십은 세가 그래픽스 라이브러리 운영 체제를 사용하지 않고 개발되었다. 게임 작업이 시작될 때까지 아직 완성되지 않았기 때문이다. 비슷한 이유로, 멀티플레이어 모드에서는 새턴 링크 케이블 대신 분할 화면이 사용되었다. 개발자들은 또한 멀티플레이어가 새턴 게임의 모든 소유자에게 제공되어야 하며, 링크 케이블을 구매한 사람에게만 제공되어서는 안 된다고 생각했다. 마지막으로, 랠리의 아케이드 버전은 스티어링 휠로 제어하도록 설계되었으며, 개발자들은 새턴 컨트롤러를 사용하여 드리프트 기술을 시뮬레이션하는 데 어려움을 겪었다. 이 게임은 새턴 스티어링 휠도 지원하지만, 아케이드 버전의 스티어링 휠에 있는 햅틱 피드백은 부족하다.
세가 새턴 버전은 크리스마스 쇼핑 시즌을 활용하기 위해 북미 시장에 서둘러 출시되었다. 일본과 유럽 출시 시점에는 개발팀이 몇 가지 추가 그래픽 개선, 버그 수정 및 프론트 엔드 옵션을 완료했다. 온라인 플레이가 가능한 넷링크 버전도 출시되었다.

## 출시
일본에서는 세가 새턴 버전 게임이 1995년 12월 29일에 출시되었기 때문에 아케이드 버전과 동일한 전체 제목인 세가 랠리 챔피언십 1995를 사용했다. 북아메리카와 유럽의 세가 새턴 버전 제목에서는 연도가 삭제되었다. 유럽 출시는 중요한 크리스마스 쇼핑 시즌에 맞춰 1995년 12월로 예정되었으나, 다음 해 1월 말까지 나타나지 않았다.

## 평가 및 유산

### 아케이드
출시 당시 이 게임은 12,000대의 아케이드 유닛을 판매했다. 일본에서는 게임 머신이 1995년 4월 1일 발행본에 이 게임을 그 달의 두 번째로 성공적인 전용 아케이드 게임으로 등재했다. 이 게임은 일본에서 1995년에 두 번째로 높은 수익을 올린 전용 아케이드 게임이 되었다. 미국에서는 1995년에 가장 많이 팔린 아케이드 게임 상위 6위 안에 들었으며, 미국 오락 기계 협회 (AAMA)로부터 플래티넘 상을 받았다.
아케이드 게임은 비평가들로부터 긍정적인 평가를 받았다. 넥스트 제너레이션은 이 게임의 아케이드 버전을 리뷰하며, "랠리의 단점은 자동차의 파괴 불가능성이다. 상대방이나 둑에 얼마나 많이 부딪히든, 레이서[...]는 흠집 하나 나지 않으며, 뒤집히거나 도로를 벗어날 수도 없다[...] 그리고 일부는 조작이 단점이라고 말할 수도 있다. 우리의 대답은? 계속 연습해, 친구"라고 밝혔다.

### 가정용 이식
세가 새턴 버전은 120만 장이 팔렸다. 일본에서는 세가 랠리 챔피언십이 출시와 동시에 차트를 석권하며 1995년 52주차에 1위를 차지했다. 이 게임은 영국에서 시스템의 주요 판매 동력이 되었으며, 당시 가장 빨리 팔린 CD 게임이 되었다.
새턴 버전은 거의 보편적으로 긍정적인 평가를 받았다. 넥스트 제너레이션은 새턴 버전의 "거칠고 현실적인 느낌", "정말 경이로운 고속 비주얼", 그리고 "빠르고 반응적인 제어"를 칭찬했다. 이 잡지는 게임의 물리 엔진과 핸들링을 "경이롭다"고 평가했다. 게임 인포머의 라이너와 앤디는 세가 랠리 챔피언십에 8/10과 8.5/10점을 주며, 세가의 데이토나 USA 새턴 버전에 비해 기술적인 개선이 있었지만, 앤디는 여전히 데이토나가 더 나은 게임이라고 생각한다고 언급했다. 게임 인포머의 폴은 더 열광적으로 새턴 이식작에 9.25/10점을 주며 "훨씬 더 나은 레이싱 느낌"과 데이토나보다 뛰어난 그래픽을 칭찬했다. Sega Saturn Magazine은 숨겨진 코스와 숨겨진 자동차를 잠금 해제하는 난이도를 칭찬하며 "프로그래머들이 랠리 자동차를 운전하는 것이 어떤 것인지 아는 것처럼 충분한 드래그, 슬라이드 액션, 그리고 컨트롤과의 씨름의 어려움이 있지만, 게임을 플레이하기 위해 직접 운전하는 방법을 알아야 할 정도로 현실감이 많지는 않다"고 언급했다. 이후 Sega Saturn Magazine은 이 게임을 플랫폼에서 두 번째로 좋은 게임으로 평가하며 "출시 2년이 지난 지금도 세가 랠리는 콘솔에서 단연 최고의 레이서다"라고 말했다.
일렉트로닉 게이밍 먼슬리의 두 스포츠 리뷰어는 새턴 버전에 10점 만점에 8.5점을 주며 "아케이드 버전의 모든 액션과 모험을 담고 있다. 데이토나에 실망했다면 세가 랠리에는 실망하지 않을 것"이라고 말했다. 게임프로의 브루이즈 리는 새턴 버전의 추가 기능과 데이토나 USA에 비해 기술적인 개선점을 칭찬했지만, 사운드가 아케이드 버전과 동일함에도 불구하고 다른 레이싱 게임에 비해 흥미롭지 않다고 비판했다. 그는 파워 슬라이드 기술이 처음에는 답답할 수 있지만 일단 숙달되면 "효과적이고 재미있다"고 말했다. Maximum은 이식작을 "누구도 희망할 수 있었던 만큼이나 훌륭하다"고 평가하며, 프레임 레이트가 초당 30프레임으로 감소된 것을 제외하면 아케이드 버전과 본질적으로 동일하다고 밝혔다. 그들은 또한 2인 모드, 수많은 옵션 및 비밀 모드의 포함을 칭찬했다.
윈도우 버전은 덜 좋은 평가를 받았다. 비평가들은 일반적으로 재미있는 게임플레이는 여전히 온전히 유지되지만, 이식작이 PC 레이싱 게임의 표준적인 많은 기능이 부족하고 저해상도 모드로 플레이할 때를 제외하고는 평범한 프레임 레이트로 인해 고통받으며, 이 경우 새턴 버전보다 디테일이 낮고 픽셀화가 심하다는 점을 지적했다. 컴퓨터 게이밍 월드의 마크 클락슨은 가장 큰 문제는 아케이드 게임의 이식작이기 때문에 PC 게임에서 기대되는 수명이 부족하다는 것이었지만, 지속되는 동안에는 재미있다고 평가했다. 넥스트 제너레이션은 PC에서 세가 랠리 챔피언십을 플레이하고 싶어하는 사람들은 이 버전을 충분히 만족할 만하다고 생각하겠지만, 더 나은 PC 레이서 게임들이 있다고 결론지었다. 게임스팟의 스티븐 풀은 게임의 콘텐츠가 "충분하지 않다"고 평가했다.

### 수상
1996년에 넥스트 제너레이션은 "역대 최고의 게임 100선"에서 이 게임을 57위로 선정했는데, 다른 레이싱 게임에 비해 자동차의 "더 무거운", 더 현실적인 느낌과 전반적으로 현실적인 조작을 언급했다. 1996년에 GamesMaster는 "GamesMaster 새턴 Top 10"에서 이 게임을 1위로 선정했다. 같은 호에서 그들은 또한 이 게임을 "역대 최고의 게임 100선"에서 24위로 평가했다. 1999년에 넥스트 제너레이션은 세가 랠리를 "역대 최고의 게임 50선"에서 19위로 선정하며, "최고의 모델 2 게임 중 하나인 세가 랠리는 연료가 떨어진 척할 필요 없이 자동차에서 가질 수 있는 최고의 즐거움 중 일부이다"라고 언급했다. 세가 랠리 챔피언십은 레트로 게이머 잡지에서 역대 최고의 레이싱 게임으로 선정되었으며, "역대 최고의 레이싱 게임 25선" 목록에서 1위에 올랐다. 기네스 세계 기록: 게이머즈 에디션 2009에서 이 게임의 새턴 버전은 "독특한 핸들링 스타일과 뛰어난 트랙 디자인"으로 인해 최고의 콘솔 게임 50선 목록에서 44위를 차지했다. IGN 작가 리바이 부캐넌은 세가 랠리 챔피언십을 그의 세가 새턴 게임 탑 10 목록에서 6위로 선정하며 "그렇다, 드림캐스트 버전이 훨씬 낫고 현 세대 속편...은 놀랍지만, 이 새턴 아케이드 이식작은 세가가 32비트 시대에 고전할 때도 세가를 지지할 수 있었던 가장 큰 이유 중 하나였다"라고 말했다. 일부 출판물과 팬 투표 목록에서는 이 게임을 역대 최고의 게임 중 하나로 간주했으며, 여기에는 1996년의 넥스트 제너레이션, 1997년의 일렉트로닉 게이밍 먼슬리, 2000년의 컴퓨터 앤드 비디오 게임즈, 2007년의 에지, 그리고 2010년의 나우게이머가 포함된다. 2024년, 더 가디언은 세가 랠리 챔피언십을 세가 아케이드 게임 중 3번째로 좋다고 평가했다.

### 영향
이 게임은 세가 랠리 시리즈를 탄생시켰고, 나중에 같은 회사에서 이니셜 D 아케이드 스테이지가 정신적으로 이어받았는데, 이는 이니셜 D 만화를 기반으로 하며 특정 랠리 자동차의 기본 모델을 특징으로 한다.
2010년, 코드마스터즈는 세가 랠리 챔피언십이 그들의 첫 콜린 맥레이 랠리 게임(1998)에 큰 영향을 주었다고 언급했다. 첫 네 개의 콜린 맥레이 랠리 게임 프로듀서인 가이 와일데이에 따르면, "이 게임의 기본 전제는 세가 랠리의 자동차 핸들링을 기반으로 했으며, 이는 오늘날까지도 뛰어나고, 여전히 내가 즐겨 플레이하는 아케이드 머신이다"라고 말했다.